# Porphyrio melanotus
El calamón pukeko (Porphyrio melanotus) es una especie de ave gruiforme de la familia Rallidae propia de Oceanía y la Wallacea. Anteriormente se consideraba una subespecie del calamón común (P. porphyrio). Su nombre común deriva de la lengua maorí.

## Distribución
Se encuentra en las principales islas de  Nueva Zelanda y en las islas Chatham y Kermadec así como otros lugares de Oceanía, incluyendo el este de Indonesia, las Molucas, las islas Aru y Kai, así como en Papúa Nueva Guinea y Australia.

## Comportamiento
Viven en grupos de 3-12 individuos y se sabe que se agrupan y gritan en voz alta para defender a los nidos con éxito durante los ataques de sus depredadores.

## Relación con el hombre
Los calamones pukekos se ven a menudo en solitario, o en grupos de dos a tres, en busca de alimento al lado de las autopistas, y a veces acaban siendo víctimas en las carreteras.

## Subespecies
Se reconocen las siguientes subespecies:
| Subespecies de Porphyrio melanotus | Subespecies de Porphyrio melanotus | Subespecies de Porphyrio melanotus                                     | Subespecies de Porphyrio melanotus |
| Subespecie                         | Autoridad                          | Área de distribución                                                   |                                    |
| ---------------------------------- | ---------------------------------- | ---------------------------------------------------------------------- | ---------------------------------- |
| Porphyrio melanotus melanopterus   | Bonaparte, 1856                    | Molucas e islas menores de la Sonda a islas Aru y Nueva Guinea.        |                                    |
| Porphyrio melanotus pelewensis     | Hartlaub & Finsch, 1872            | Islas Palaos (Koror y Angaur).                                         |                                    |
| Porphyrio melanotus melanotus      | Temminck, 1820                     | Australia, Nueva Zelanda, islas Kermadec y Chatham.                    |                                    |
| Porphyrio melanotus bellus         | Gould, 1841                        | Extremo sudeste de Australia.                                          |                                    |
| Porphyrio melanotus samoensis      | Peale, 1848                        | Islas del Almirantazgo a Samoa, Nueva Caledonia, islas Salomón y Fiyi. |                                    |

### Otras fuentes
- «Pukeko» (en inglés). New Zealand Birds. 2008.